# Strada regionale 89 Treviso-mare
La strada regionale 89 Treviso-mare (SR 89) è un'arteria di collegamento del Veneto che collega la Tangenziale di Treviso (SR 53 Postumia) con la strada statale 14 della Venezia Giulia. Lungo il suo percorso attraversa 4 comuni: Treviso, Silea, Roncade e Meolo, quest'ultimo in provincia di Venezia. Inoltre connette il casello di Meolo-Roncade della A4 con quello di Treviso Sud della A27.
Il suo percorso era in origine quello della ex strada provinciale 62 della provincia di Treviso, con lo stesso nome "Treviso-mare", è stata ceduta alla regione nel 2008 per la messa in sicurezza, da allora è gestita da Veneto Strade.
È una strada extraurbana secondaria, e il limite massimo di velocità è di 70 km/h.

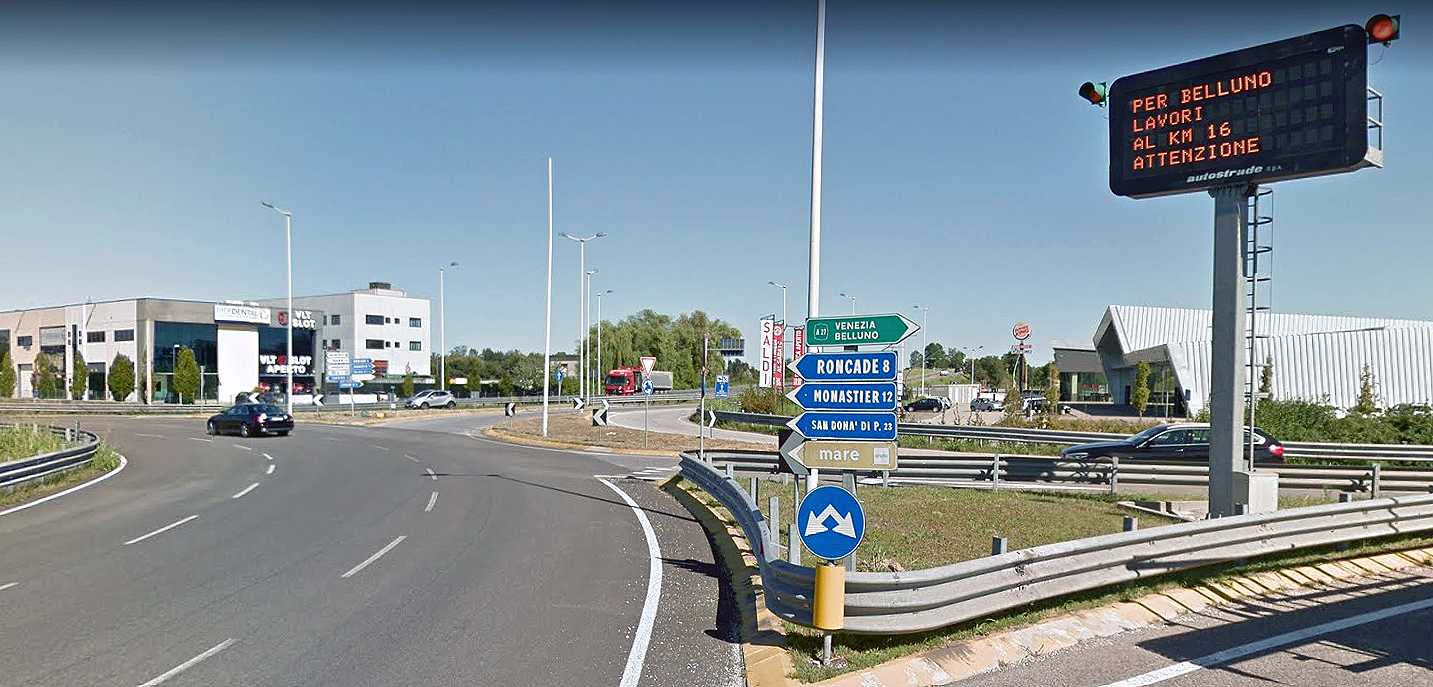
La SR 89 presso il casello della A27

## La "Via del Mare"
La Treviso-mare, assieme alla variante di Musile di Piave della SS14 var/A ed alla SR 43 del Mare formano la cosiddetta "Via del Mare" per raggiungere le principali località marittime veneziane quali Jesolo, Cavallino, Eraclea e Caorle.
Specialmente durante il periodo estivo questa strada è soggetta ad episodi di pesante traffico che da ambo le direzioni converge sulla rotonda per il casello della A27 di Treviso Sud, motivo per il quale verrà realizzata una bretella diretta dalla tangenziale per evitare di intasare l'ormai satura rotonda.

### Sviluppi futuri
L'intera tratta dell'attuale Treviso-mare è compresa nel secondo lotto del progetto della "Superstrada del Mare", risalente al PRT 2004, che la renderebbe una strada extraurbana principale (categoria B) con doppia corsia per senso di marcia.

## Tabella percorso
| Treviso - Mare | |      |         |           |
| Tipo           | Indicazione | ↓km↓ | Comune  | Provincia |
|                | Tangenziale di Treviso (Postumia) Castelfranco Veneto - Cittadella - Vicenza                                                            | 0,0  | Treviso | TV        |
|                | Autostrada d'Alemagna - Casello di Treviso Sud Centro Commerciale                                                                       | 2,3  | Silea   | TV        |
|                | Cavalcavia sulla Autostrada d'Alemagna                                                                                                  | 2,8  | Silea   | TV        |
|                | Postumia Oderzo - Portogruaro | 3,7  | Silea   | TV        |
|                | Ponte sul fiume Musestre | 6,9  | Silea   | TV        |
|                | del Musestre Roncade - Quarto d'Altino di Spercenigo San Bartolomeo - San Biagio di Callalta - Spercenigo - Biancade Centro Commerciale | 7,3  | Roncade | TV        |
|                | Zona industriale di Roncade | 8,3  | Roncade | TV        |
| [ 5 ]          | Zermanesa Monastier di Treviso - Vallio - Roncade - San Cipriano - Casale sul Sile - Zerman - Mogliano Veneto                           | 9,9  | Roncade | TV        |
|                | Autostrada Serenissima - Casello di Meolo - Roncade                                                                                     | 12,3 | Roncade | TV        |
|                | Zona industriale di Meolo | 12,7 | Meolo   | VE        |
|                | Cavalcavia sulla Autostrada Serenissima                                                                                                 | 12,9 | Meolo   | VE        |
|                | Meolo | 13,6 | Meolo   | VE        |
|                | Noventa-Fossalta-Roncade Noventa di Piave - Fossalta di Piave                                                                           | 14,7 | Meolo   | VE        |
|                | della Venezia Giulia Venezia - San Donà di Piave - Portogruaro - Monfalcone - Trieste                                                   | 17,5 | Meolo   | VE        |